# Micronycteris matses
Micronycteris matses es una especie de murciélago de la familia Phyllostomidae.

## Distribución geográfica
Se encuentra en: Sudamérica, en Brasil.